# Szósoku dansi
A szósoku dansi (草食男子) vagy herbivore men (növényevő férfiak) egy olyan kifejezés, melyet Japánban olyan férfiak jellemzésére használnak, akik nem érdeklődnek párkapcsolat vagy házasság iránt. Ugyanakkor fiatal férfiakra is használták ezt a jelzőt, méghozzá azokra, akik elvesztették „férfiasságukat”. Ezt a kifejezést először Fukaszava Maki szerző használta 2006. október 13-án megjelent cikkében. Japánban 2010-es felmérések szerint az egyedülálló  húszas éveiben járó  japán férfiak 61%-a, és az egyedülálló harmincas éveiben járók 70%-a vallotta magát „növényevőnek”. A japán kormány ezt a jelenséget egy lehetséges kiváltó oknak találta a születési arányszám csökkenésére. Fukaszava szerint a „növényevő” férfiak „nem nagy ellenségei a romantikus kapcsolatoknak, de tartózkodó, közömbös magatartást tanúsítanak a testi vágyakkal szemben.” A filozófus, Morioka Maszahiro szerint pedig „olyan kedves és szerény természetű férfiak, akik nem érzik magukat megkötve a tradicionális férfiasság elvárásai által, nem keresik mindenáron a párkapcsolatokat és nincs késztetésük arra, hogy másokat megbántsanak, vagy hogy ők maguk is megbántódjanak.”

## Lehetséges okok
A férfiak hozzáállása a házassághoz, és a hosszabb távú kapcsolatokhoz észrevehetően különbözik a fejlettebb társadalmakban. Számos társadalmi, és gazdasági tényező közrejátszik ebben. Japánban a gazdaság minőségének romlása a növényevő férfiak növekedésével állítható párhuzamba, oly módon, hogy a 90-es évek gazdasági buborékának kipukkanása ahhoz vezetett, hogy a japán férfiak hátat fordítottak a tipikusan ,,maszkulin" és társasági szerepkörnek. A gazdaság romlása felszínre hozta a munkavállalók (hivatalnokok) ,,törékenységét" (nem biztos állás), az állandó munkák koránt sem tűntek már annyira vonzónak. Ez azt jelentette, a 18-35 év közöttiek közül 2,5 millió ember csak részmunkaidős állásokat vállalt, valamint nagyjából 650-850 ezer ember pedig "NEET", azaz nem volt munkájuk, nem vettek részt oktatásban, valamint egyéb képzésben. A japán nők pedig tovább tántoríthatják vissza a férfiakat bármilyen nemű romantikus kapcsolattól, mert Japánban a munka és a kapcsolatok annyira szoros kapcsolatban vannak egymással, hogy a munkanélküliség még nehezebbé teszi az első lépések megtételét. Rengeteg nő elutasítja az olyan férfiakat, akiknek nincsen stabil állása - mint például a freeterek és a NEET-ek. A nők másik része pedig a növényevő férfiakat gyengének, és férfiatlannak találja. Továbbá, a férfiak egy része nem vonzódik az önálló nőkhöz. Egy kutatás szerint 2011-ben a 16-19 év közötti férfiak 36%-a azt nyilatkozta, hogy nem vonzza őket a szexuális élet, valamint a szintén ezen korosztályú lányok 59%-a is ezen a véleményen volt." Morioka Maszahiro szerint a ,,növényevő " férfiak kialakulása a  2.világháborús békének az eredménye, és azóta Japán semmilyen háborús konfliktusban nem vett részt közvetlen. Japánban a katonaság lehetett a férfiasság csúcsa, ám a jelenleg is tartó béke nem igényel komolyabb szintű katonaságot, ezért a hangsúly lekerült erről a lehetőségről. Azóta a férfiak kevésbé lettek agresszívak, és ez komolyan befolyásolhatja a szerelmi életüket.

## A „növényevő” férfiak a médiában
2008 és 2009 között elég híres lett és széles körben vált használatossá ez a kifejezés. 2009-ben az év legnépszerűbb kifejezései közé is beválasztották a U-CAN által. A népszerűséget az is fokozta, hogy szinte már hétköznapivá váltak az azokkal a tulajdonságokkal rendelkező férfiak, akikre ezt a szót használjuk. 2010-ben megjelent egy film Szósoku-kei Dansi (Herbivore Men) címmel, melyben az egyik főszereplő próbálja bemutatni ennek a fogalomnak a tendenciáját. Ő a film során azért küzd, hogy megértsen egy teljesen más szemszögből való nézőpontot a szexuális helyzetek terén, köztük egy nőét, aki meginvitálta magához őt egy éjszakára. A „növényevő” férfiak tehát a közelmúltban elég kiemelkedő szerephez jutottak a japán kultúrában és a médiában is egyaránt képviseltetik magukat.

## Hatások
2014-ben Japánban a születésszám aránya mindössze 1,42 gyermek/család volt, ami nagy visszaesés az 1980-as évek közepén mért családonkénti 1,84 gyermekhez képest. Sokan a növényevő férfiak házasulási szándékának hiányát hibáztatják a születésszám ilyen mértékű drasztikus csökkenéséért.

## „Növényevő” nők
Míg a szósoku dansi kifejezés a férfiakra vonatkozik, létrejött egy másik szó is, melyet nőkre alkalmaznak. Ez a szó nem más, mint a szósoku dzsosi. Az ilyen fajta nők negatívan állnak a párkapcsolatokhoz, visszakoznak az ellenkező nemmel való ismerkedéstől, illetve nem szeretik, ha férfiak közelítenek feléjük. Felmérések szerint az 1985 és 1991 közt született nők 37,5%-a vallja magát „növényevőnek”.